# Никитин, Андрей Михайлович
Андре́й Миха́йлович Никитин (род. 24 марта 1980, Москва) — российский футболист, выступавший на позиции защитника. Сыграл 10 матчей в премьер-лиге России.

## Биография
Воспитанник футбольной школы московского «Торпедо». На взрослом уровне дебютировал в 1997 году в составе «Торпедо-ЗИЛ», выступавшего в то время в третьей лиге, сыграл за сезон 4 матча. Следующие четыре сезона футболист провёл в молодёжном составе клуба, за это время «Торпедо-ЗИЛ» поднялся в премьер-лигу. Дебютный матч в премьер-лиге Никитин сыграл 11 августа 2002 года против «Сатурна», выйдя на замену на 75-й минуте вместо Александра Бородкина. Всего в 2002—2003 годах защитник сыграл 10 матчей в премьер-лиге и 4 матча (1 гол) в кубке Премьер-лиги. За дубль «Торпедо-ЗИЛ» сыграл 48 матчей в первенстве дублёров и становился серебряным призёром турнира.
Летом 2003 года перешёл в воронежский «Факел», по итогам сезона команда вылетела из первого дивизиона, но в 2004 году стала победителем зонального турнира второго дивизиона и вернулась обратно. В дальнейшем футболист выступал во втором дивизионе за «Луховицы» и липецкий «Металлург». В 2009 году сыграл один матч в первом дивизионе за белгородский «Салют». В конце карьеры снова выступал за «Факел», а также за тамбовский «Спартак». Завершил профессиональную карьеру в возрасте 31 года.